# Antanandava (Moramanga)
Pour les articles homonymes, voir Antanandava.
Antanandava est une commune urbaine malgache située dans la partie sud-ouest de la région d'Alaotra-Mangoro.